# Draba hammenii
Draba hammenii là một loài thực vật có hoa trong họ Cải. Loài này được Cuatrec. & Cleef mô tả khoa học đầu tiên năm 1978.